# Spoidło mózgowe przednie

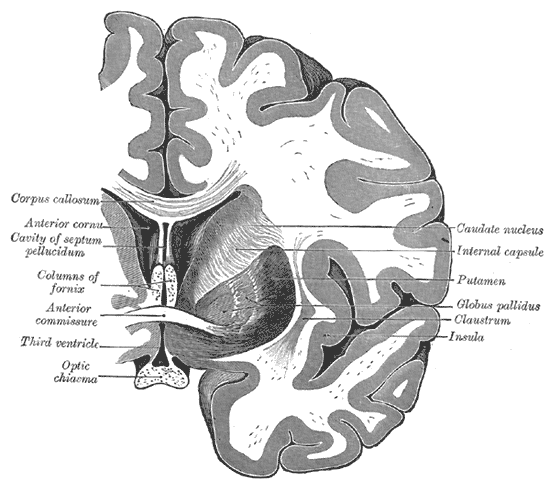
Schemat czołowego przekroju przez półkule mózgu, zaznaczone spoidło przednie

Spoidło przednie (łac. commissura anterior) – część mózgowia, jedno ze spoideł mózgu. Jest filogenetycznie starsze od spoidła wielkiego i prowadzi znacznie mniej włókien spoidłowych. 

## Budowa
Spoidło przednie widoczne jest w przedniej ścianie trzeciej komory mózgu. Z tego miejsca włókna spoidła biegną bocznie i nieco do przodu pod dolną powierzchnią jądra soczewkowatego. Część przednia spoidła (część węchowa, pars anterior s. olfactoria commissurae anterioris) kieruje się do węchomózgowia, część tylna (część płaszczowa, pars posterior s. palialis commissurae anterioris) biegnie do płata skroniowego i wchodzi w jądro soczewkowate, tworząc tzw. kanał Gratioleta. Na przekroju strzałkowym ma owalny kształt, wymiar wertykalny spoidła wynosi około 5 mm. 